# Sturnus
A Sturnus a madarak osztályának verébalakúak (Passeriformes) rendjébe és a seregélyfélék (Sturnidae) családjába tartozó nem.

## Rendszerezésük
A nemet Linnaeus, 1756-ban, az alábbi fajok tartoznak ide:
- seregély (Sturnus vulgaris)
- egyszínű seregély (Sturnus unicolor)

Egyes rendszerek a Sturnornis nembe helyezik:
- ősz seregély (Sturnus albofrontatus vagy Sturnornis albofrontatus)

Egyes rendszerek a Spodiopsar nembe helyezik:
- vöröscsőrű seregély (Sturnus sericeus vagy Spodiopsar sericeus)
- szürke seregély (Sturnus cineraceus vagy Spodiopsar cineraceus)